# یواس‌اس مونتانا (سی‌جی-۲۶)
یواس‌اس مونتانا (سی‌جی-۲۶) (به انگلیسی: USS Belknap (CG-26)) یک کشتی بود که طول آن ۵۴۷ فوت (۱۶۷ متر) بود. این کشتی در سال ۱۹۶۳ ساخته شد.